# Vladimir Kozak
Vladimir Kozak (Turakurgan, 12 giugno 1993) è un calciatore uzbeko, centrocampista della Lokomotiv Tashkent.

## Carriera

### Club
Tra il 2009 ed il 2020 ha giocato nella prima divisione uzbeka con il Paxtakor.

### Nazionale
Ha partecipato ai Mondiali Under-20 del 2013. Tra il 2014 ed il 2018 ha giocato 9 partite con la nazionale maggiore.

## Palmarès

### Club

#### Competizioni nazionali
- Coppa dell'Uzbekistan: 4

Paxtakor: 2009, 2011, 2019, 2020
- Campionato uzbeko: 5

Paxtakor: 2012, 2014, 2015, 2019, 2020